# Doble sacrificio
Doble sacrificio (A Bill of Divorcement) es una película estadounidense de 1932 dirigida por George Cukor. 
Fue la primera película de la actriz Katharine Hepburn. Cukor y ella volverían a trabajar juntos en muchas películas, y Hepburn acabaría convirtiéndose en la musa del director.

## Argumento
Un hombre sale del manicomio el día de Navidad y vuelve a su casa. Sólo su hija se alegra de verlo. Su mujer, de la que está divorciado, justo está en los días previos a su nuevo casamiento.

## Reparto

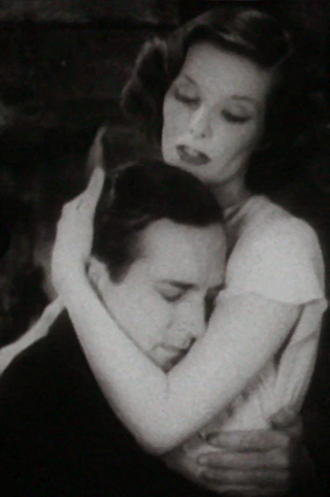
Katharine Hepburn y David Manners en un fotograma del filme

- John Barrymore ... Hilary Fairfield
- Billie Burke ... Meg Fairfield
- David Manners ... Kit Humphreys
- Katharine Hepburn ... Sydney Fairfield
- Paul Cavanagh ... Gray Meredith
- Henry Stephenson ... Dr. Alliot
- Gayle Evers ... Bassett

## Datos de la ficha técnica
- Color: B/N
- Asistente de dirección: Dewey Starkey
- Dirección artística: Carroll Clark
- Montaje: Arthur Roberts
- Sonido: George D. Ellis
- Sonido: RCA Photophone System
- Decorados: Ray Moyer
- Diseño de vestuario: Josette De Lima
- Maquillaje: Mel Berns

## Premios
National Board of Review
| Reconocimiento              | Candidata        | Resultado |
| --------------------------- | ---------------- | --------- |
| Diez mejores filmes del año | Doble sacrificio | Incluida  |